# Киёнами (эсминец, 1943)
Киёнами (яп. 清波, «Прозрачная волна») — японский эсминец типа «Югумо».

## История
Заложен на верфи Урага в Токио. Спущен 17 августа 1942 года, вошёл в строй 25 января 1943 года. За свою короткую историю эсминец успел принять активное участие в операциях «Токийского экспресса», в частности поучаствовать в битве при Коломбангара в июле 1943, где торпедами выпущенными с Киёнами и других эсминцев были потоплены американский эсминец «Гвин» и повреждены лёгкие крейсера «Гонолулу» и «Сент-Луис». Киёнами был потерян во время транспортной операции на пути в Вилу 20 июля 1943 года — потоплен американской авиацией у Коломбангара в точке 07°13′ ю. ш. 156°45′ в. д. при попытке спасти команду эсминца Югуре, также потопленного американской авиацией. При этом погибли команды обоих эсминцев — 468 человек.